# Бачило, Михаил
Михаи́л Бачи́ло (бел. Міхаіл Бачыла, пол. Mikhail Bachyla, род. 31 июля 1994, Минск, Республика Беларусь) — белорусский и польский трубач-международный солист. C 2017 года работает в симфоническом оркестре «Sinfonia Iuventus» имени Ежи Семкува (пол. Polska Orkiestra Sinfonia Iuventus im. Jerzego Semkowa, англ. The Jerzy Semków Polish Sinfonia Iuventus Orchestra) (Польша).

## Биография
Родился в Минске 31 июля 1994 года. Мать и дед по матери — музыканты. В 2013 году окончил Гимназию-колледж искусств им. И. О. Ахремчика (Белоруссия). Три года учился на оркестровом факультете кафедры медных духовых и ударных инструментов Белорусской государственной академии музыки (класс профессора Н. М. Волкова), в 2017 году окончил Краковскую музыкальную академию (класс профессора Бенедикта Матусика (Benedykt Matusik), затем — магистратуру в Музыкальной академии им. Феликса Нововейского в Быдгоще (Польша) по классу натуральной трубы (классы профессора Томаша Слюсарчика (Tomasz Ślusarczyk) и преподавателя Михала Тыраньского (Michał Tyrański)). Играет на следующих музыкальных инструментах: натуральная (барочная) труба; трубы всех строёв Си-бемоль, До, Ре/Ми-бемоль; труба-пикколо; корнет; флюгельгорн; фортепиано.

## Творчество
Музыкальные коллективы:
- 2013–2014 годы — Заслуженный коллектив «Национальный академический оркестр симфонической и эстрадной музыки» (в настоящее время — Заслуженный коллектив «Национальный академический концертный оркестр Беларуси имени М. Я. Финберга»), артист оркестра второй категории[9];
- 2015–2016 годы — Нью-Йоркский молодёжный оркестр YPHIL-International Youth Philharmonic Orchestra. На отборных прослушиваниях в состав оркестра приняли участие более 1000 музыкантов из более чем 70 стран[10]. Выступления на сценах концертных залов «Symphony Space», «Дэвид-Геффен-холл» и «Карнеги-холл»[1];
- 2014–2016 годы — белорусский кавер-бэнд «Дети Подземелья»[11][12];
- 2014–2019 годы — I, CULTURE Orchestra[13][14][15][16];
- 2018–2019 годы — приглашённый трубач оркестра Pan-European Philharmonia[17][18][19];
- 2019 год — польский оркестр Santander Orchestra[20];
- 2019–2022 годы — приглашённый трубач оркестра Польской Королевской оперы[пол.];
- 2021–2022 годы — концертмейстер группы труб в Гожувской филармонии[пол.], Гожув-Велькопольски (Польша)[21];
- 2021–2024 годы — приглашённый трубач оркестра Варминско-Мазурской филармонии им. Феликса Нововейского в Ольштине[пол.];
- 2022—2023 годы — главный приглашённый трубач Гожувской филармонии;
- с 2023 года — приглашённый трубач оркестра Варшавской Камерной оперы[22];
- с 2017 года по настоящее время — оркестр Sinfonia Iuventus, артист оркестра (труба); с 1 июня 2022 года —  руководитель группы медных духовых инструментов[23].
- с 2023 года по настоящее время — первый трубач оркестра Калишской филармонии[24];
- с 2023 года по настоящее время — главный  солист группы труб симфонического оркестра Судецкой Филармонии[25];

### В составеYPHIL-International Youth Philharmonic Orchestra
Первое выступление оркестра состоялось в сентябре 2015 года в зале «Symphony Space», второе — на Геральд-сквере, третье — на Таймс-сквере, четвёртое — в холле Нью-Йоркского университета «NYU’s Skirball Hall», пятое — Bowling Green Park, Wall Street, шестое — в Нью-Йоркской публичной библиотеке на Пятой авеню, седьмое, последнее — в Карнеги-холле. Все репетиции и концерты были засняты, выпущены и распространены в виде документального  фильма для тех, кто не смог присутствовать на этих мероприятиях.

### В составеI, CULTURE Orchestra
25 октября 2018 года состоялось выступление оркестра в Центре изящных искусств в Брюсселе. В программе: Стравинский, Пендерецкий, Шимановский. 29 октября 2018 года — выступление с той же программой в Большом зале Эльбской филармонии, Германия.

### В составеSantander Orchestra
В 2019 году в составе оркестра выступил в «Необыкновенном концерте»,  на фестивале «Бетховен и романтическая песня» и на XXIII Пасхальном фестивале имени Людвига ван Бетховена.

### В составе оркестраSinfonia Iuventus
15 октября 2017 года участвовал в премьерном исполнении религиозной оперы «Моисей» Антона Рубинштейна в Варшавской филармонии. Мероприятие было организовано под патронажем Министерства культуры и национального наследия Польши и Польской национальной комиссии по делам ЮНЕСКО.
20 февраля 2021 года состоялся онлайн-концерт «The Rite of Brass» с участием оркестра Sinfonia Iuventus и приглашённых солистов. Трансляция шла из Концертной студии Витольда Лютославского Польского радио на канале YouTube и на сайте https://sinfoniaiuventus.pl/. Концерт длился более часа, репертуар состоял почти исключительно из произведений для духовых инструментов. Финальным номером программы стал «Концерт для трубы с оркестром» Александра Арутюняна в исполнении Михаила Бачило.
14 мая 2023 года в большом актовом зале Королевского Замка в Варшаве состоялся концерт «HÄNDEL. BAROQUE MUSIC CONCERT» с участием оркестра Sinfonia Iuventus под руководством британского дирижера Пола Эссвуда и солистки Филиппы Хидэ(сопрано). Концерт длился более двух часов, репертуар состоял исключительно из произведений Георга Фридериха Генделя. Финальным номером программы была ария «Let The Bright Seraphim» из его оратории «САМСОН» для сопрано и трубы с камерным оркестром в исполнении Филиппы Хидэ, Михаила Бачило и оркестра Sinfonia Iuventus.

## Награды и премии
- 2008 — V Молодёжные Дельфийские игры государств-участников СНГ; номинация «Труба, сольное исполнение, возрастная группа 10–16 лет», серебряная медаль (II место)[36].
- 2015 — VI Международный конкурс молодых исполнителей на духовых и ударных инструментах «Сурми Буковини», Черновцы, Украина; старшая возрастная группа, I место[37].
- 2016 — лауреат международного конкурса молодых трубачей в рамках Стипендиальной программы «Yamaha Music Gulf FZE Scholarship Program», финал которой прошёл 14 февраля в Дубае, ОАЭ. В конкурсе приняли участие 39 студентов высших музыкальных учреждений образования из Африки, Ближнего Востока и стран СНГ. В финале Михаил Бачило исполнил «Сонатину для трубы» французского композитора Жана Франсэ; награждён стипендией в размере 1000 долларов (всего стипендию получили 5 исполнителей из 16 финалистов)[38].
- 2016 — лауреат Международного фестиваля кавер-бэндов в составе кавер-бэнда «Дети Подземелья» в городе Волковыск, Белоруссия[11].
- 2016 — VII Международный конкурс им. Мирона Старовецкого, Тернополь, Украина. Номинация «Трубачи-профессионалы в возрасте до 30 лет», III премия[39].
- 2023 — X Общепольский фестиваль трубачей в Калише, Польша. Конкурс в номинации «Оркестровое исполнительство», открытая категория, III место[40].
- 2024 — лауреат стипендиальной программы «Młoda Polska 2024» Министерства культуры и национального наследия Польши, предназначенной для молодых деятелей искусства Польши, имеющих выдающиеся достижения в области искусства. В программе приняли участие 886 деятелей искусства по таким направлениям, какː фильм, музыка, литература, изобразительное искусство, танец и театр (стипендию получили 107 заявителей). По направлению «Музыка» из 65 лауреатов заявка Михаила Бачило заняла первое место; награждён стипендией в размере 55 000 злотых[41][42].

## Дискография
Принимал участие в записи следующих изданных компакт-дисков:
- 2014 — I, CULTURE ORCHESTRA. Shostakovich • Karayev. Conductor Kirill Karabits[англ.][43].
- 2016 — Final Audition Yamaha Music Gulf FZE 2015/2016.
- 2017 — Zarębski: Danses Galiciennes, Lutosławski. I, CULTURE ORCHESTRA & ANDREY BOREYKO[44].
- 2018 — Polska Orkiestra Sinfonia Iuventus, Chór Filharmonii Narodowej. Anton Rubinstein: Moses[45].
- 2019 — The Jerzy Semkow Polish Sinfonia Iuventus Orchestra. Polish Overtures and Concertos of the 20-th and 21-th centuries[46].
- 2019 — The Jerzy Semkow Polish Sinfonia Iuventus Orchestra. Krzysztof Penderecki: Concerto’s vol. 8. Conductor Maciej Tworek[47][48].
- 2019 — The Jerzy Semkow Polish Sinfonia Iuventus Orchestra. Krzysztof Penderecki: Concerto’s vol. 9. Conductor Maciej Tworek[49].
- 2022 — Sinfonia Iuventus. Richard Williams[50] — Frozen: Trailer, Main Theme, Credits. Conductor Marek Wroniszewski. (Аудиозаписи к видеоигре «House Flipper 2»)[51].
- 2023 — The Jerzy Semkow Polish Sinfonia Iuventus Orchestra. Krzysztof Penderecki: Concerto’s vol. 10 [Special Edition].[52].

## Семья
- Мать — Татьяна Павловна Роман (род. 7.01.1961), преподаватель по классу домры в Детской музыкальной школе искусств № 8 имени Г. Р. Ширмы города Минска[53]. Окончила Минское музыкальное училище им. М. И. Глинки (домра) и Белорусскую государственную консерваторию, работала артистом высшей категории (домра) в Инструментальном ансамбле Белтелерадиокомпании.
- Дед — Павел Иванович Роман (1932—2006), тромбонист духового оркестра штаба Вооруженных сил Республики Беларусь.